# Spermienkonkurrenz
Als Spermienkonkurrenz wird die Konkurrenz von Spermien eines oder mehrerer Männchen um die Chance zur Befruchtung einer Eizelle bezeichnet. Spermienkonkurrenz entsteht, weil die Männchen aller Tierarten sehr viel mehr Spermien produzieren als die Weibchen ihrer Art befruchtungsfähige Eizellen. So werden beispielsweise selbst bei der Künstlichen Besamung von Kühen durch Bullen mit gutem bis mittlerem Befruchtungsvermögen noch 10 Millionen Samenzellen eingesetzt. Auch beim Menschen steht in der Gebärmutter der Frau während jedes Menstruationszyklus in der Regel nur ein Ei zur Befruchtung bereit, doch ein gesunder Mann gibt bei jedem Samenerguss mehrere Millionen Spermien ab.
Im weiteren Sinn kann als Spermienkonkurrenz auch das Konkurrieren von Spermien mehrerer Individuen bezeichnet werden. Diese Variante der Spermienkonkurrenz wurde 1970 vom britischen Biologen Geoffrey Parker als eine Ursache für die extrem große Überzahl von Spermien im Vergleich zu den verfügbaren Eizellen gedeutet: Wenn kurz nacheinander mehrere Männchen ein Weibchen begatten, hat ein Männchen, das deutlich mehr Spermien abgegeben hat als sein(e) Konkurrent(en), größere Chancen, dass eines seiner Spermien ein Ei befruchtet.
Auf dieser Theorie basierende Forschungen haben ergeben, dass Arten, bei denen es zur Spermienkonkurrenz kommt, in der Regel ein promiskes Sexualverhalten haben. Die Weibchen zeigen typischerweise ihre Fruchtbarkeit an, um dadurch Männchen anzulocken (z. B. stimulierende Laute, Gerüche oder das Anschwellen der Genitalien).

## Strategien zur Verbesserung der Konkurrenzsituation
Eine offensive Strategie besteht darin, größere Hoden zu entwickeln, welche größere Mengen von Spermien produzieren. Dies begünstigt vor allem jene Männchen, die nur gelegentlich Weibchen begatten, die in ihrem Körper ständig Spermien ihres eigenen, regulären Sexualpartners tragen. Dies wurde bei Affen beobachtet: „Fremdgehende“ Bonobo- und Schimpansenmännchen besitzen im Vergleich zur Körpermasse größere Hoden als Gorillamännchen, welche in stabilen, aber trotzdem polygynen Verhältnissen leben.
Neben der Hodengröße gibt es noch weitere biologische Hinweise auf Spermienkonkurrenz bei bestimmten Arten der Menschenaffen. Dabei zeigen sich weitere Gemeinsamkeiten zwischen Schimpansen, Bonobos und Menschen und Unterschiede zu Gorillas und Orang-Utans. Diese betreffen die Lage der Hoden (außen oder innen), die Penisgröße (insb. bezogen auf die Körpermasse) und den Körpergrößen-Unterschied zwischen Männchen und Weibchen.
Eine defensive Strategie besteht darin, ein Weibchen möglichst oft zu begatten. Dies führt dazu, dass sich im Körper des Weibchens zu jeder Zeit eine größere Menge eigener Spermien befinden. So haben die Spermien eines Konkurrenten eine geringere Wahrscheinlichkeit, zur Befruchtung zu gelangen.
Eine dritte Möglichkeit besteht im Entfernen der vorhandenen Spermien von Konkurrenten. Männliche Libellen besitzen spezielle Strukturen an ihrem sekundären Kopulationsapparat, die der aktiven Entfernung von Fremdsperma dienen. Auch von verschiedenen Grillenarten wurden ähnliche Verhaltensweisen beschrieben. Spatzenmännchen picken vor der Paarung so viel Sperma aus der Kloake des Weibchens wie möglich.

## Strategien zur Konkurrenzvermeidung
Die Spermienkonkurrenz lässt sich nur vermeiden, indem die Männchen versuchen, den sexuellen Zugang zu ihren Partner-Weibchen so effizient wie möglich zu kontrollieren. In Rudeln lebende Tierarten können beispielsweise so organisiert sein, dass ein dominantes Männchen exklusiven sexuellen Zugang zu den weiblichen Rudelmitgliedern hat und diesen vehement verteidigt (z. B. bei Gorillas und teilweise bei Löwen).